# Pinara adusta
Pinara adusta är en fjärilsart som beskrevs av Walker 1869. Pinara adusta ingår i släktet Pinara och familjen ädelspinnare. Inga underarter finns listade i Catalogue of Life.